# Кысса (деревня)
Кысса — деревня в Лешуконском районе Архангельской области. Входит в состав Койнасского сельского поселения (муниципальное образование «Койнасское»).

## Географическое положение
Деревня расположена на правом берегу реки Мезень, в устье Кыссы. Ближайший населённый пункт Койнасского сельского поселения, деревня Усть-Низемье, расположен в 2,4 км к северо-западу. Расстояние до административного центра сельского поселения, села Койнас, составляет 17 км, а до административного центра Лешуконского района, села Лешуконское, — 110 км.

## Население
| Население                            | на 1 января 2010 года |
| ------------------------------------ | --------------------- |
| В возрасте до 16 лет                 | 2                     |
| Трудовые ресурсы (из них работающих) | 14 (8)                |
| Пенсионеры                           | 29                    |
| Всего                                | 43                    |
| Прибыло / выбыло (за год)            | 1 / 0                 |
| Родилось / умерло (за год)           | 1 / 4                 |

## Инфраструктура
Жилищный фонд посёлка составляет 4,0 тыс. м², покинутые и пустующие дома — 65% от общей площади жилищного фонда. На территории населённого пункта расположен фельдшерско-акушерский пункт.

## Интересные факты
Амбар (начало XX века) был перевезён из Кыссы в экспозицию государственного музея деревянного зодчества Русского Севера «Малые Корелы».